# Rantsila

Wappen der ehemaligen Gemeinde Rantsila

Lage von Rantsila in Finnland

Rantsila [ˈrɑntsilɑ] (schwedisch historisch Frantsila) ist eine ehemalige Gemeinde in Nordwestfinnland. Sie liegt rund 60 km südlich der Stadt Oulu in der Landschaft Nordösterbotten.
Die Siedlung entstand im 16. Jahrhundert und ist nach dem ersten namentlich bekannten Gutsherren des Dorfes, einem gewissen Frans Erkinpoika, benannt. Die politische Gemeinde besteht seit 1867 und umfasst neben dem Kirchdorf Rantsila die Dörfer Kerälä, Mankila, Savaloja, und Sipola. Rund 70 % der Gemeindefläche werden von Wäldern und Sümpfen eingenommen; Forstwirtschaft und die holzverarbeitende Industrie sind bedeutende Wirtschaftszweige.
1775 bis 1790 war Kristfrid Ganander Pfarrer der Gemeinde Rantsila; in dieser Zeit erstellte er hier das erste finnische Wörterbuch und sammelte finnische Sagen, Rätsel und Volkslieder, auf die im 19. Jahrhundert auch Elias Lönnrot zurückgriff.
Zum Jahresbeginn 2009 schloss sich Rantsila mit den Gemeinden Kestilä, Piippola und Pulkkila zur neuen Gemeinde Siikalatva zusammen.

## Einzelnachweise

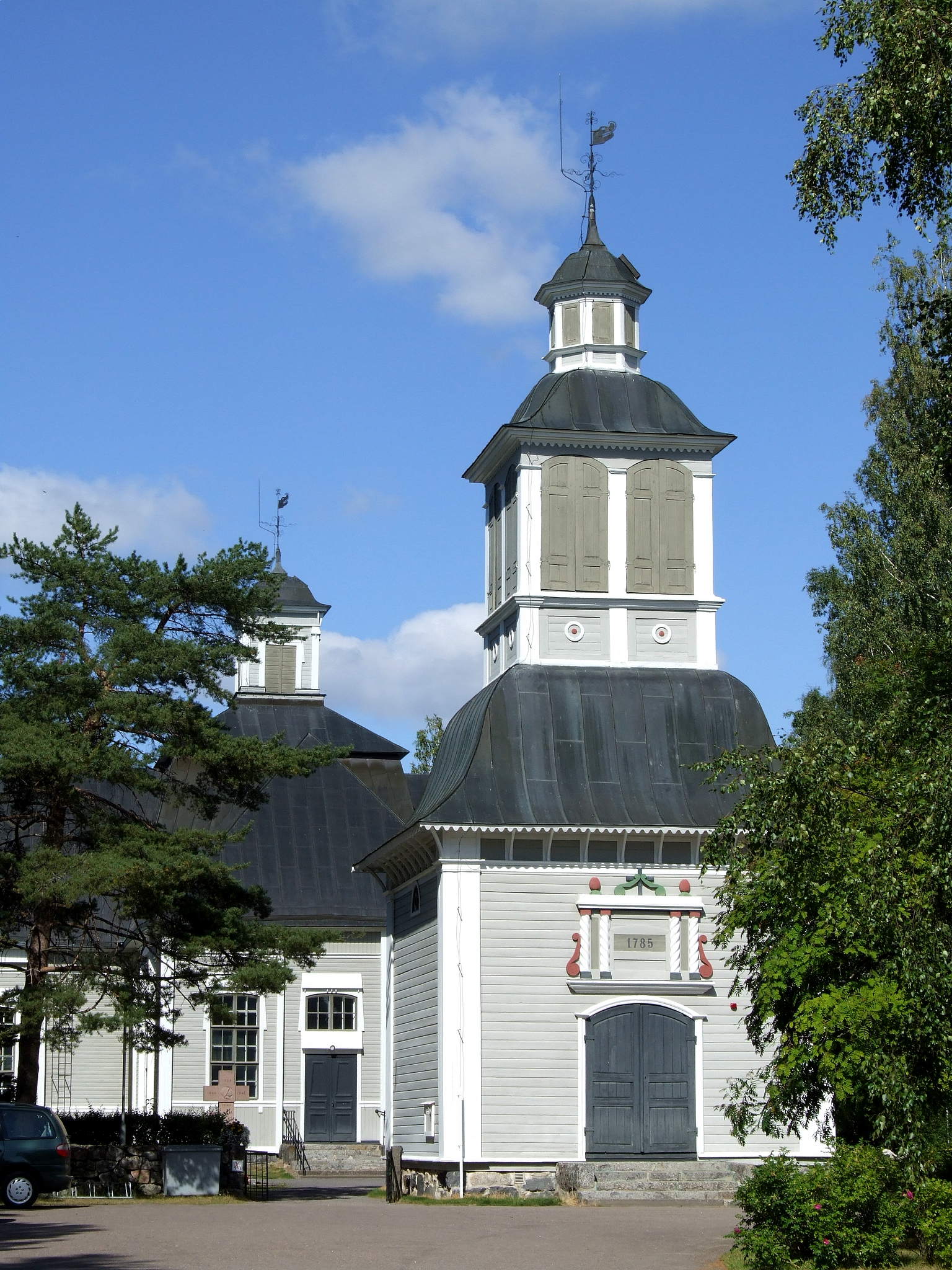
Kirche von Rantsila